# Keith Roberts
Pour les articles homonymes, voir Roberts.
Œuvres principales
- Pavane

Keith Roberts, né le 20 septembre 1935 à Kettering et mort le 5 octobre 2000 à Salisbury, est un écrivain britannique de science-fiction,.

## Biographie
Keith Roberts fit des études d'arts graphiques et travailla dans la publicité avant de se mettre à écrire. Plusieurs de ses premières histoires ont été écrites sous les pseudonymes d'Alistair Bevan et de David Stringer.
Actif durant les années 1960 comme auteur mais aussi illustrateur (il travailla notamment pour les magazines New Worlds et Science Fantasy), il fut associé à la new wave sans jamais toutefois partager toutes ses options. Après un premier roman dans la lignée de la SF catastrophiste anglaise, Les Furies (1966), il créa avec Pavane (1968) l'un des ouvrages fondateurs de l'uchronie. Par la suite, il diversifia sa palette, tâtant de la fantasy et du roman historique (The Boat of Fate, 1971) sans jamais pour autant renoncer à la SF (Molly Zéro, 1980, Survol, 1985).
Roberts se décrivait lui-même comme un conservateur politique et un anticommuniste.
Plus tard dans sa vie, Roberts a vécu à Salisbury. On lui a diagnostiqué une sclérose en plaques en 1990 et il est décédé de ses complications en octobre 2000.

## Œuvres

### Romans
- Les Furies ((en) The Furies, 1966)
- Pavane ((en) Pavane, 1968)
- Les Géants de craie ((en) The Chalk Giants, 1974)
- Les Seigneurs des moissons ((en) The Grain Kings, 1976)
- Molly Zéro ((en) Molly Zero, 1980)
- Survol ((en) Kiteworld, 1985)
- Grainne ((en) Gráinne, 1987)Prix British Science Fiction du meilleur roman 1987

### Nouvelles
- Weihnachtabend ((en) Weihnachtabend, 1972)